# Зангезур
Зангезу́р (арм. Զանգեզուր, азерб. Zəngəzur) — историко-географическая область Восточной Армении, расположенная на склонах Зангезурского хребта и ныне разделённая между Арменией и Азербайджаном. Присоединён к Российской империи по Гюлистанскому мирному договору 1813 года.
В советское время в пределах Зангезура располагались Горисский, Кафанский, Мегринский и Сисианский районы Армянской ССР и Лачинский, Кубатлинский и Зангеланский районы Азербайджанской ССР.
В 1995 году районы Армении, входящие в исторический Зангезур, были объединены в Сюникскую область. В Азербайджане соответствующие районы, сохраняя свой административный статус, в 2021 году вошли в состав Восточно-Зангезурского экономического района.

## Этимология
Существует несколько версий происхождения слова «Зангезур».
Согласно Гевонду Алишану, происхождение слова «Зангезур» связано с названием крепости Дзагадзор (ныне деревня рядом с Горисом), от имени патриарха из рода Сисака. Со временем Дзагадзор у соседних персов превратилось в Зангезур (в персидском языке отсутствует звук «дз»).
В литературе упоминается также возможная связь названия Зангезур с ещё одним топонимом — названием ущелья Цакедзор (арм. Ծակեձոր, от армянского цак — «дыра», дзор — «пропасть, ущелье»), располагающегося к северо-западу от Гориса в долине реки Горис.
Топоним объясняют также преданиями, сочетанием арм. занг («колокол») и дзор («ущелье») [Ган, 1909], что для названия области не очень понятно. Согласно одному из преданий о колоколе, в основе слова лежит «Занг зор», то есть мощный колокол. В 2 км от Гориса был монастырь, у которого был громкий колокол.
Согласно армянской народной традиции, название Зангезур стало употребляться со времён завоеваний Тамерлана. Армянский князь Мгер предлагает помощь Тамерлану, сказав, что тот не сможет завоевать Сюник, пока в селе Хот есть царь-колокол, который оповестит княжество в случае опасности. Тамерлан обещал золото и власть изменнику, если тот заставит колокол замолчать. Заговорщики разжигают ночью костёр, заглушив звук колокола, и когда армия Тамерлана, перейдя реку Аракс, вторгается в Сюник, попытки оповестить народ оказываются напрасны. Княжество пало за одну ночь, а люди удивлённо спрашивали: «Почему не били в колокол?» Некоторые отвечали: «Звон напрасен», что по-армянски звучит следующим образом: «зангэ зур е» (арм.: զանգը զուր է). После этого княжество стали также называть Зангезур.
Согласно «Энциклопедическому словарю топонимов Азербайджана», топоним «Зангезур» произошёл от древнеперсидского слова занг («камень, скала») и слова зур («длинный»), а означает «длинная скала, камень». Согласно тому же словарю, топоним может быть связан с названием племени занги.

## Исторический очерк
Исторически Зангезур представлял собой южную часть древнеармянской провинции Сюник. А. Рэдгейт отмечает, что обнаружение афинской монеты VI века до н. э. в Зангезуре свидетельствует о наличии торговых связей между Арменией и Малой Азией. На территории Зангезура обнаружены надписи царя Великой Армении Арташеса I (189—160 гг. до н. э.) на арамейском языке. В начале IV века Сюник, наряду с другими провинциями Армении, был обращён в христианство. Из двенадцати гаваров (уездов) Сюника в пределах Зангезура находились семь (Чагук, Агахечк, Габанд, Багк или Балк, Дзорк, Аревик и Кусакан). В начале V века здесь вёл проповедническую и просветительскую деятельность армянский учёный и просветитель Месроп Маштоц. С 428 года до начала VII века — часть Армянского марзпанства Персии. В середине VII века Зангезур, как и вся Армения, был захвачен арабами.

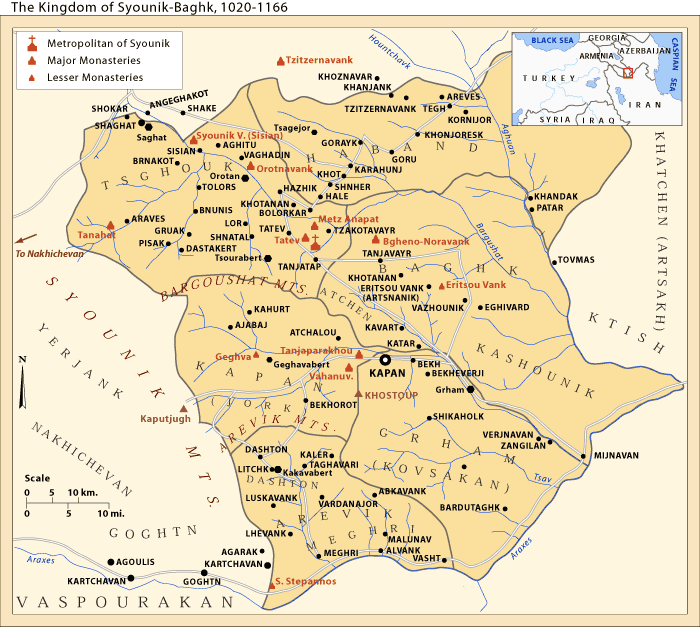
Сюникское царство

В конце IX века Зангезур как часть Сюника вошёл в состав централизованного Армянского царства, позднее — Сюникского царства (это было связано с тем, что в 970—980-х годах политический центр области Сюник начал перемещаться на юг, в гавар Балк).
В 1170 году Сюникское царство было разгромлено сельджуками. После изгнания сельджуков на этой территории существовало армянское княжество династии Орбелянов (в 1236 году признавших над собой власть монголов). Княжество пало в первой половине XV века в результате нескольких нашествий хана Тохтамыша, Тамерлана, туркоманских племён Кара-Коюнлу, тимурида Шахруха.
В XV веке Зангезур попал под власть объединений тюркских кочевых племён Кара-Коюнлу, а впоследствии — Ак-Коюнлу. Господство монгольских ильханов и особенно туркменских завоевателей Кара-Коюнлу и Ак-Коюнлу имело крайне тяжёлые последствия: были разрушены производительные силы, часть населения подверглась ограблению и истреблению, уничтожались памятники культуры, разорялись и уничтожались целые города. Земли отнимались у местного населения и заселялись пришлыми кочевниками, часть армянского населения была вынуждена эмигрировать со своих исторических земель. Только из описываемого региона были насильственно переселены в район Лори около 6 000 домов.
В XVI веке Зангезур вошёл в состав Тебризского беглербегства государства Сефевидов, а со второй половины XVIII века — Карабахского ханства. В течение XVI—XVII веков, наряду с Нагорным Карабахом и Лори, в Зангезуре продолжали существовать армянские мелики-феодалы.
В XVII—XVIII веках Зангезур и соседние области стали ареной освободительной борьбы армянского народа против Османской империи и Персии. В 1722 году в Зангезуре и Нагорном Карабахе вспыхнуло армянское восстание против местных ханов и тюркоязычных кочевых феодалов. В 1723 году Османская империя вторглась на территорию Восточной Армении и Грузии, армяне под предводительством Давид-Бека, Мхитар-Бека и Тер-Аветиса начали борьбу с оккупантами, которую вели в течение почти десяти лет. В итоге, персидский шах Тахмасп II признал власть Давид-Бека над областью.
По Гюлистанскому мирному договору 1813 года Зангезур был присоединён к Российской империи, где 25 января 1868 г. при создании Елизаветпольской губернии из части Шушинского уезда Бакинской губернии и Ордубадского уезда Эриванской губернии был образован Зангезурский уезд.
По переписи населения Российской империи 1897 года, в Зангезурском уезде проживало  137,9 тысяч людей, из которых 71206 носителя азербайджанского языка или 51,7 % всего населения (в число которых входили не только этнические азербайджанцы, но и, например, тюркоязычные курды. По данным на 1886 год в уезде проживало 26824 курда и 37653 азербайджанца), 63622 армянского языка (46,2 %), 1807 курдского (1,3 %), 1024 славянских языков (в основном русского и украинского) (0,73 %).

## Регион в XX—XXI вв
После Октябрьской революции 1917 года, создания и распада Закавказской Демократической Федеративной Республики между Арменией и Азербайджаном возникли споры по поводу принадлежности ряда территорий со смешанным населением, в числе которых был и Зангезур, также ставший местом ожесточённых армяно-азербайджанских столкновений и этнических чисток.
Отступая в начале 1918 года из Западной Армении (Восточной Анатолии) в связи с выходом России из Первой мировой войны и развалом Кавказского фронта, армянские добровольческие вооружённые формирования под командованием Андраника вывели на территорию российской Армении до 30 тысяч армянских беженцев, в основном из Муша и Битлиса, бежавших от учинённого турками геноцида. Часть беженцев осталась в Зангезуре, тогда как многие другие были расселены в соседних Эриванском и Шаруро-Даралагезском уездах, откуда изгонялись местные мусульмане.
После вывода турецких войск из Закавказья в конце 1918 года армянские вооружённые отряды под командованием Андраника на территории Зангезура продолжили этнические чистки и уничтожение мусульманских селений. Так, поздним летом 1918 года в Зангезурском уезде действовали партизанские отряды Андраника и Шахназаряна . Как отмечает немецкий историк, профессор Берлинского университета им. Гумбольдта Йорг Баберовски, «в начале сентября партизаны Андраника разграбили и разорили 18 мусульманских деревень и убили 500 женщин». По этому поводу в отчёте уездного полицмейстера значилось замечание, согласно которому эта расправа была учинена «по просьбе армянских крестьян, желавших завладеть имуществом изгнанных и убитых». Осенью 1918 года в связи с атакой превосходящих военных сил на мусульманские деревни из своих деревень в Зангезурском уезде было изгнано около 50 000 мусульман. Все они бежали в соседние Джебраильский и Джеванширский уезды. Как результат этих нападений, было полностью уничтожено более 100 деревень и убито около 10 000 человек.
Вступив в конфликт как с английскими интервентами, так и с правительством Армении, Андраник вывел свой отряд из Зангезура в Эчмиадзин и в апреле 1919 года распустил его.
В сентябре 1919 года после ухода британских войск руководителем обороны южной части Зангезура (Капана) был назначен Гарегин Нжде, северной части (Сисиана) — Погос Тер-Давтян. В ноябре под Герюсами (Горисом) армянские войска сумели остановить наступление азербайджанцев, после чего перешли в контрнаступление, разгромив ряд укреплённых азербайджанских селений.
27 апреля 1920 года части 11-й Армии РККА перешли границу Азербайджанской Демократической Республики и 28 апреля вошли в Баку. Здесь была провозглашена Азербайджанская Советская Социалистическая Республика.
10 августа 1920 года между Первой Республикой Армения и РСФСР было заключено соглашение, по которому в спорные области (Карабах, Зангезур и Нахичевань) до урегулирования территориальных споров вводились советские войска. После подписания соглашения командовавший армянскими войсками в Зангезуре генерал Дро покинул Зангезур, однако его помощники — командующий Капанским районом Гарегин Нжде и командующий Сисианским районом Погос Тер-Давтян — отказались признавать соглашение, опасаясь, что Зангезур будет отдан Советскому Азербайджану.
Дашнакские отряды начали партизанскую войну против советских войск и союзных им турецких частей. В начале октября 1920 года в регионе вспыхнуло массовое восстание против Советской власти. В боях с РККА вскоре погиб Тер-Давтян, и Нжде единолично возглавил восстание. К концу ноября две бригады 11-й армии РККА и несколько турецких батальонов (всего 1200 турок) были разгромлены восставшими, и Зангезур полностью перешёл под контроль повстанцев.
25 декабря съезд, состоявшийся в Татевском монастыре, провозгласил «Автономную Сюникскую республику», которую фактически возглавил Нжде, принявший древний титул спарапета (главнокомандующего). Впоследствии Нжде распространил свою власть также на часть Нагорного Карабаха, соединившись с действовавшими там повстанцами.
Тем временем 29 ноября 1920 года в Армении была провозглашена советская власть, после чего 30 ноября АзРевКом Советского Азербайджана декларируя намерение положить конец территориальным спорам, согласился на включение Зангезура в состав образованной Советской Армении.
В декабре 1920 года между РСФСР и Арменией был заключён договор, по которому Зангезур закреплялся за Армянской ССР.
После поражения февральского восстания в центральной Армении части повстанцев перешли в Зангезур и присоединились к отрядам Нжде.
27 апреля 1921 года на территории, контролировавшейся повстанцами, была провозглашена Республика Горная Армения, в которой Нжде занял посты премьер-министра, военного министра и министра иностранных дел. Нжде, продолжая политику Андраника Озаняна, добился, по словам Клода Мутафяна, «реарменизации» региона, подразумевая исход мусульманского меньшинства из региона. Так, захватив в 1921 году Зангезур, он изгнал оттуда остатки азербайджанского населения.
В связи с переходом частей РККА в наступление, 9 июля 1921 года Нжде, заручившись гарантиями руководства Советской Армении относительно сохранения Зангезура в составе Армении, с оставшимися повстанцами ушёл в Иран. 
К 1922 году Зангезур оказался административно поделён: западная часть бывшего уезда была подчинена советской Армении, а восточная — советскому Азербайджану, причём на азербайджанской части был образован Кубатлинский уезд.
По данным сельскохозяйственной переписи 1922 года, население отошедшей Армянской ССР части Зангезурского уезда насчитывало 63 533 человек, в том числе 56 886 (89,5 %) армян, 6 464 (10,2 %) тюрко-татар (азербайджанцев) и 182 (0,3 %) русских. По данным сельскохозяйственной переписи 1921 года население Кубатлинского уезда Азербайджанской ССР составляло 39 499 человек.
Очередное обострение межэтнических отношений на территории региона произошло в конце 1980-х годов, на фоне Карабахского конфликта. В начале 1988 года в Азербайджан прибыли первые беженцы из Кафанского района Армянской ССР, в ноябре началось массовое изгнание азербайджанцев из Армении.
В советские годы по территории Зангезура проходили железные дороги Ордубад — Агарак — Мегри — Минджевань и Кафан — Зангелан — Минджевань. С началом Первой карабахской войны железнодорожное сообщение на этом участке прекратилось. Под контроль непризнанной НКР перешли азербайджанские районы между НКАО и иранской границей — Кубатлинский, Зангеланский, Джебраильский и треть Физулинского района. Железнодорожные пути были разобраны, сухопутная связь Нахичевани с Азербайджаном через Армению прервалась.
После завершения боевых действий в Нагорном Карабахе осени 2020 года стал рассматриваться проект восстановления транспортного сообщения между Нахичеванской Автономной Республикой и западными районами Азербайджана через Зангезур (подробнее см. статью «Зангезурский коридор»).

## Промышленность
В Зангезуре работает Каджаранский медно-молибденовый комбинат, крупнейший в Армении комбинат по обогащению медно-молибденовых руд, эксплуатирующий Каджаранское медно-молибденовое месторождение, одно из самых крупных месторождений медно-молибденовых руд в мире. Доля молибдена данного месторождения по миру равна приблизительно 7 %. Продукция комбината поставляется в Европу.
В Зангеланском районе Азербайджана расположено золоторудное месторождение Вежнали площадью 344 км².

## Галерея

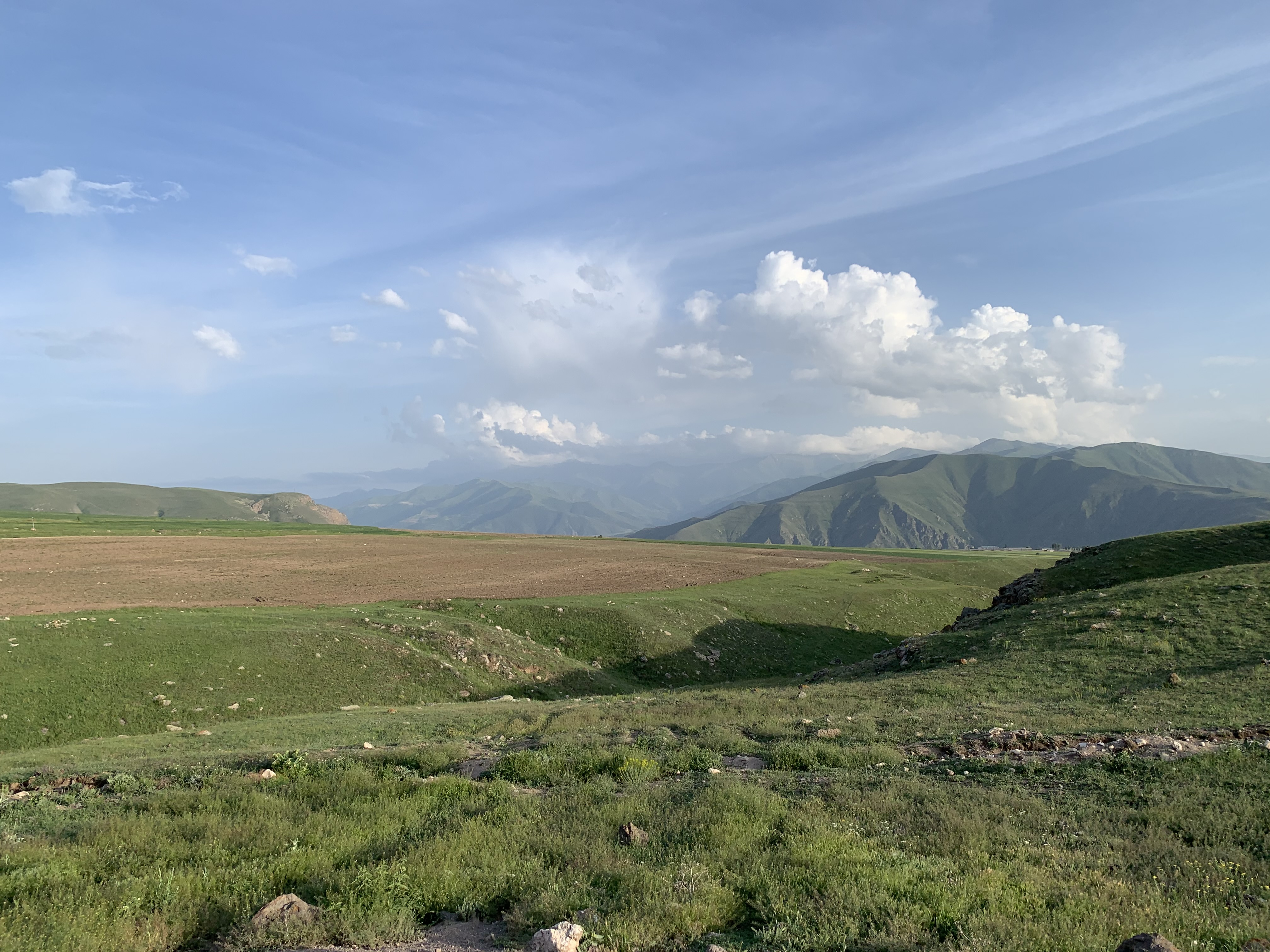
Пейзажи Зангезура
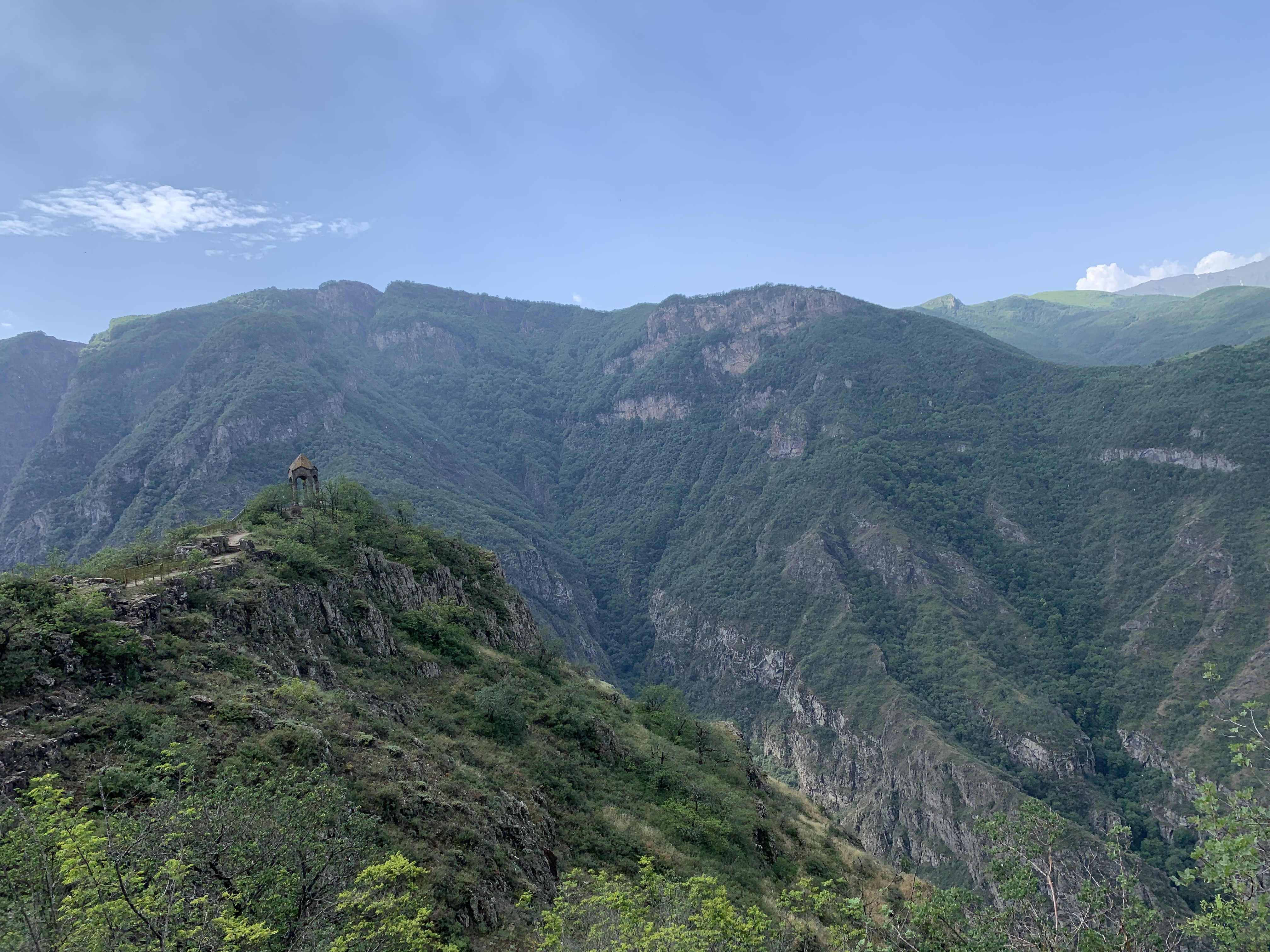
Смотровая недалеко от Алидзора
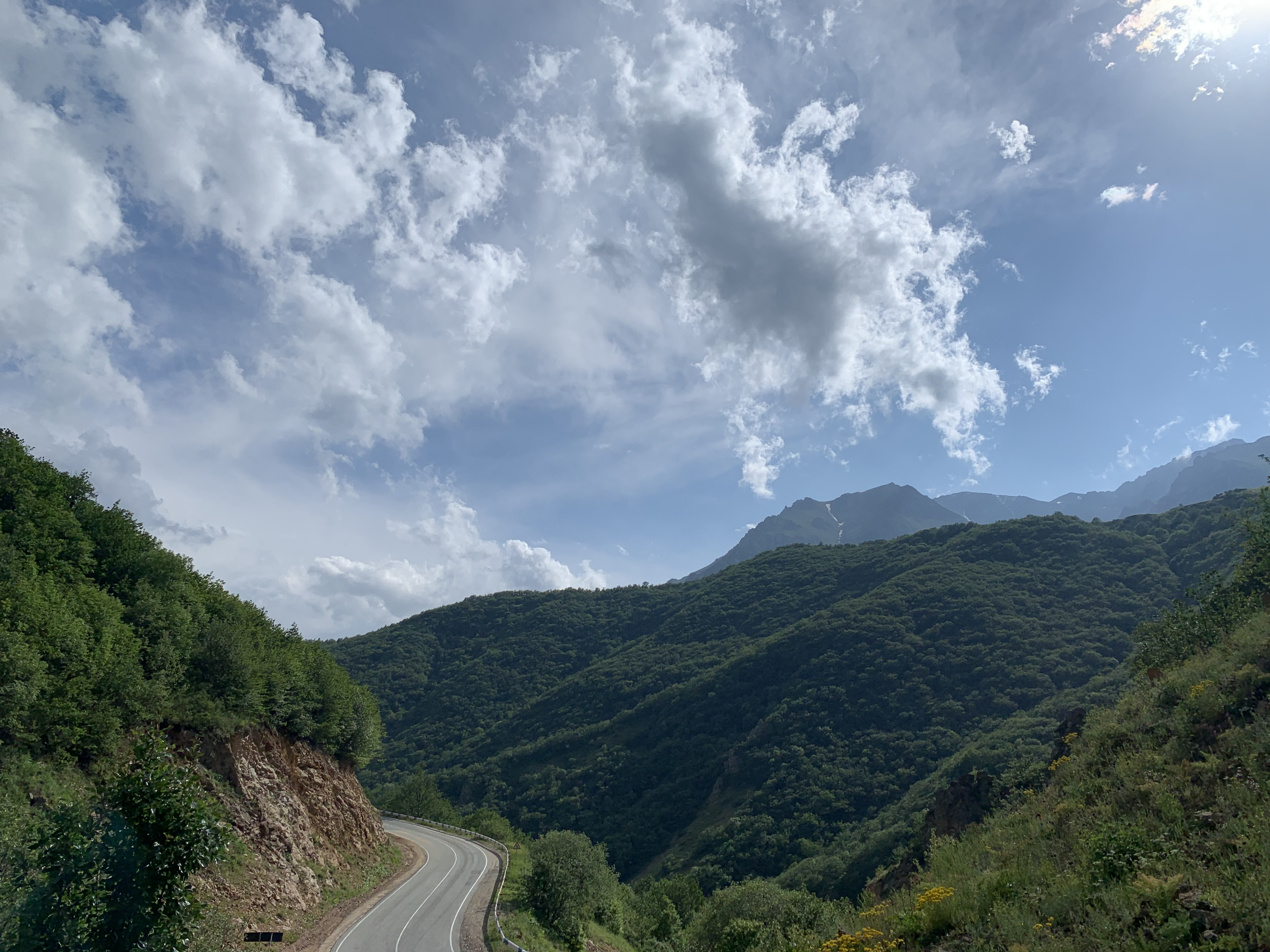
Участок между Каджараном и Таштуном
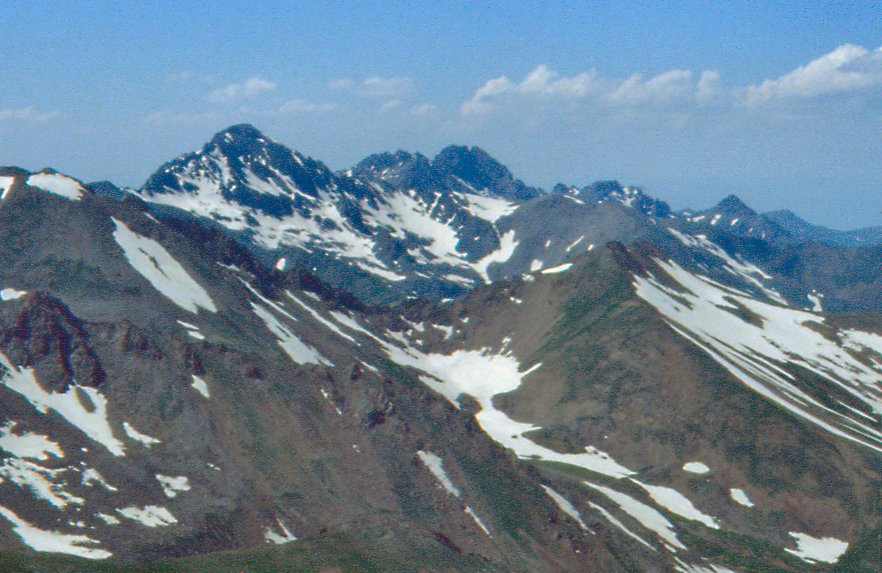
Гора Капутджух (Капыджик) на границе Азербайджана (НАР) и Армении
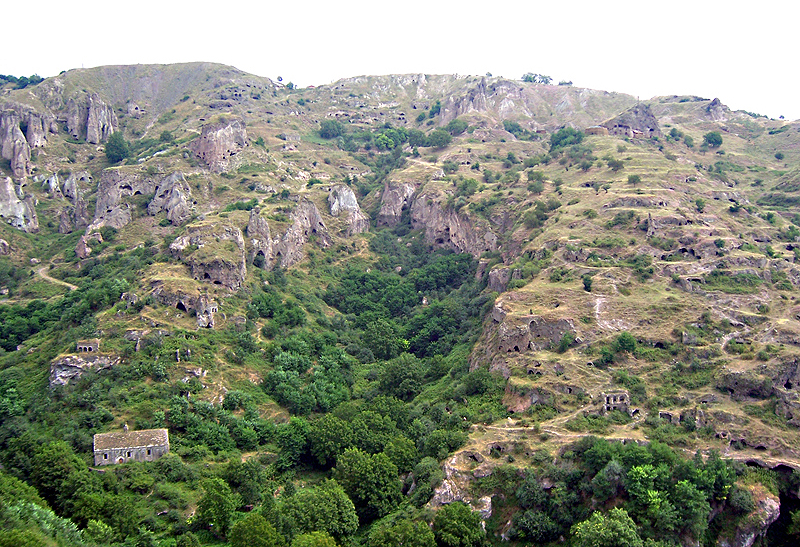
Пещерный город с руинами церквей в районе Хндзореска
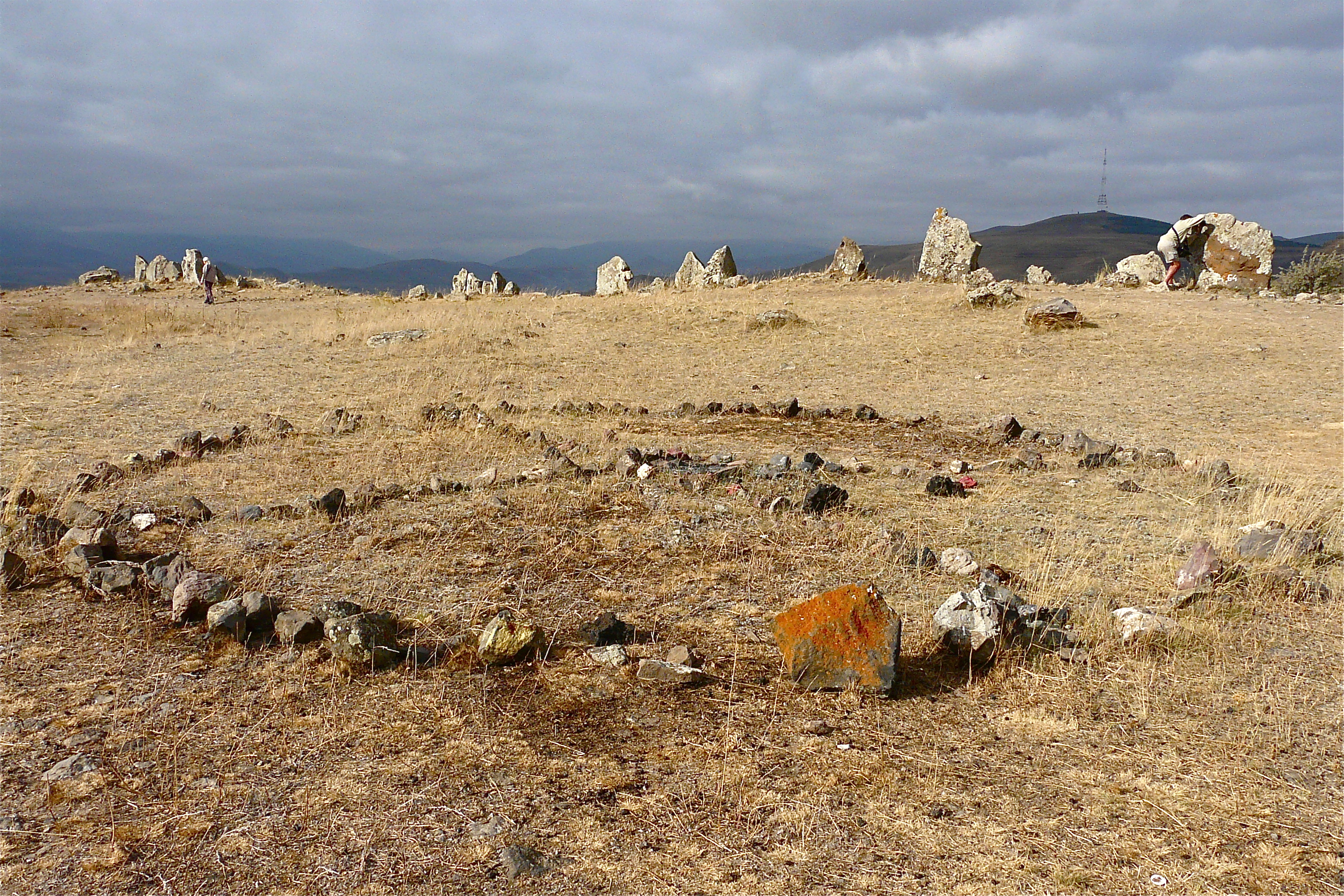
Первобытная обсерватория Зорац-Карер. 3-5-е тысячелетие до н. э.
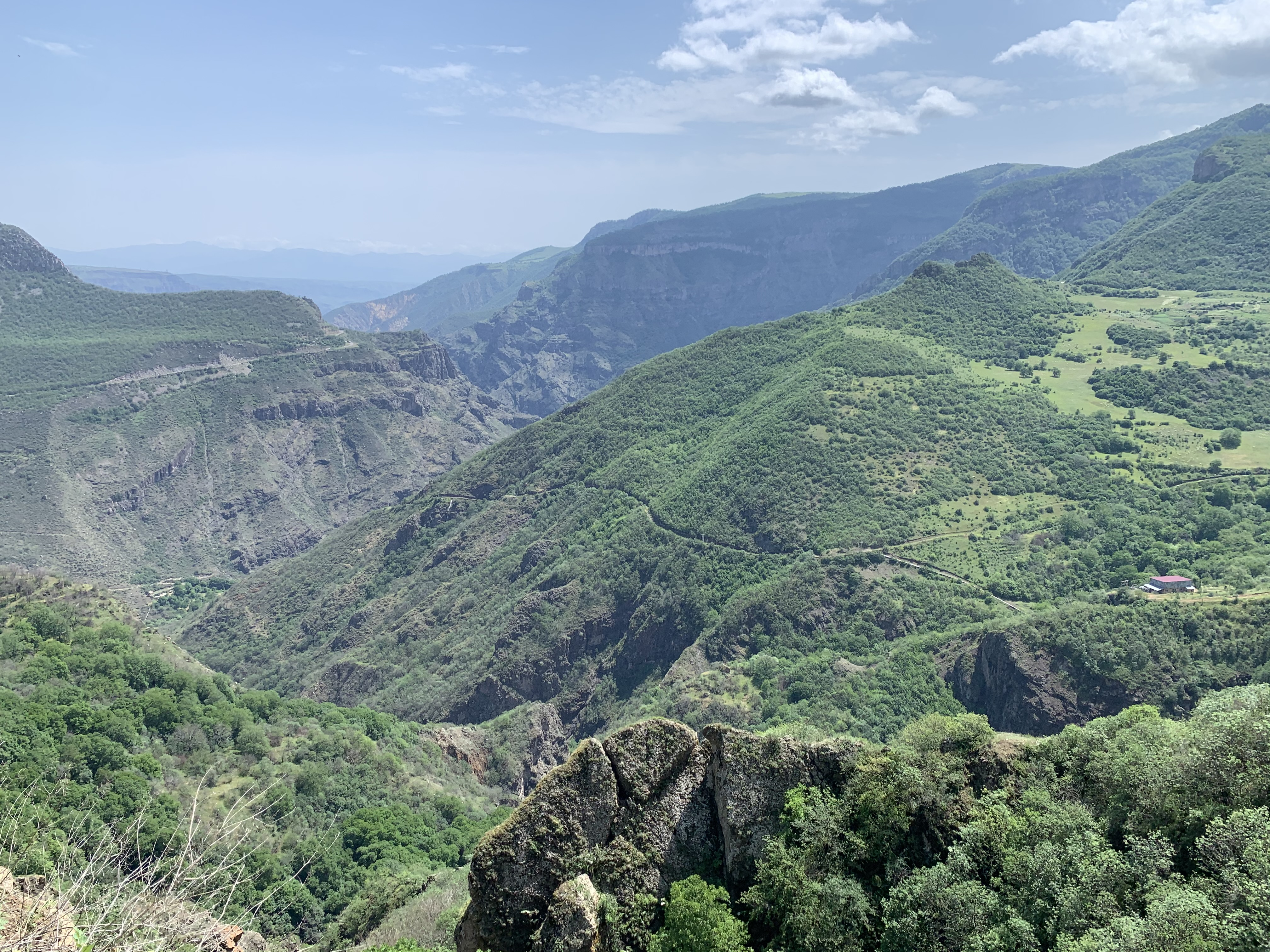
Пейзаж в районе Татевского монастыря
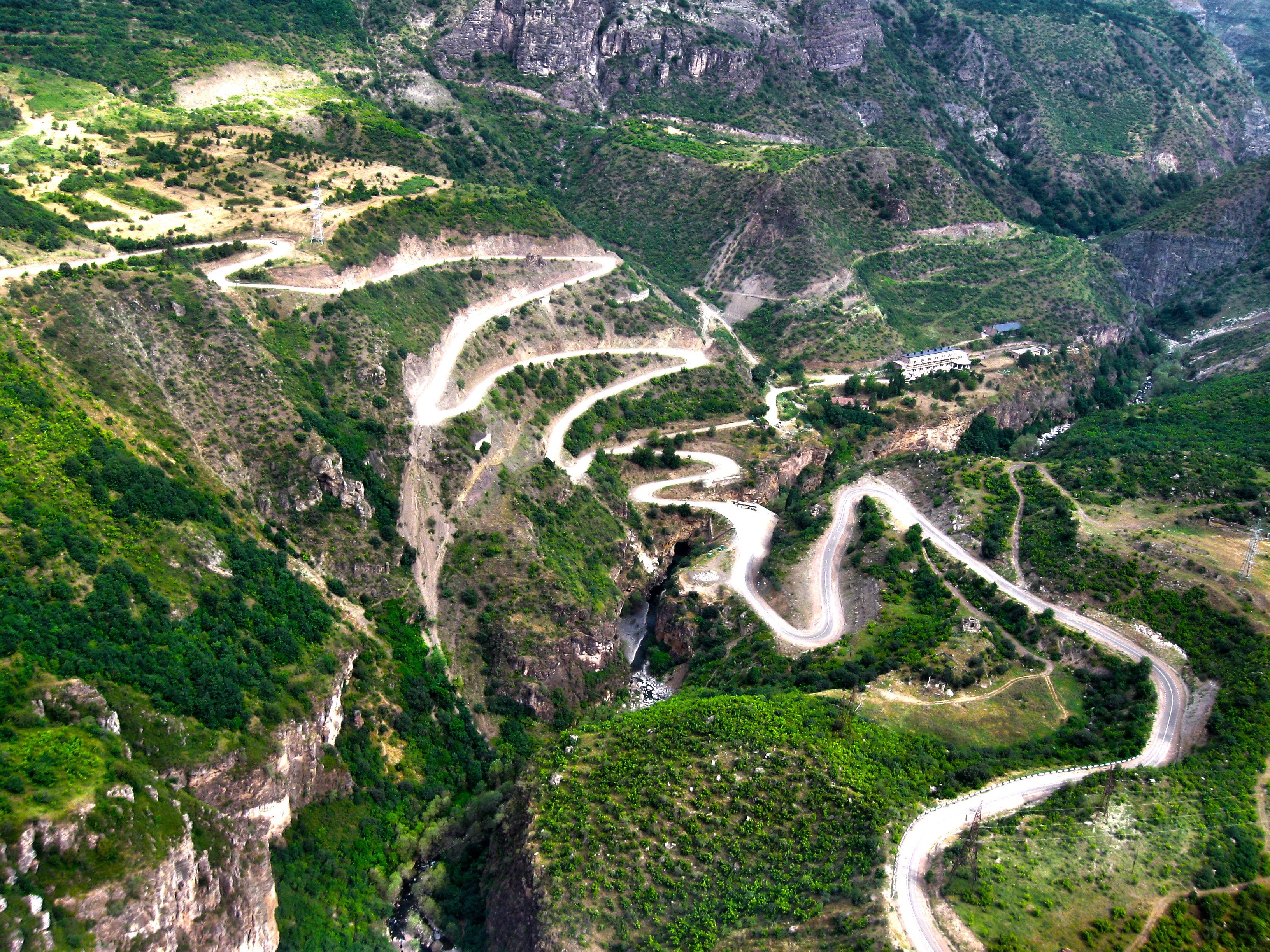
Горная дорога в районе Татева
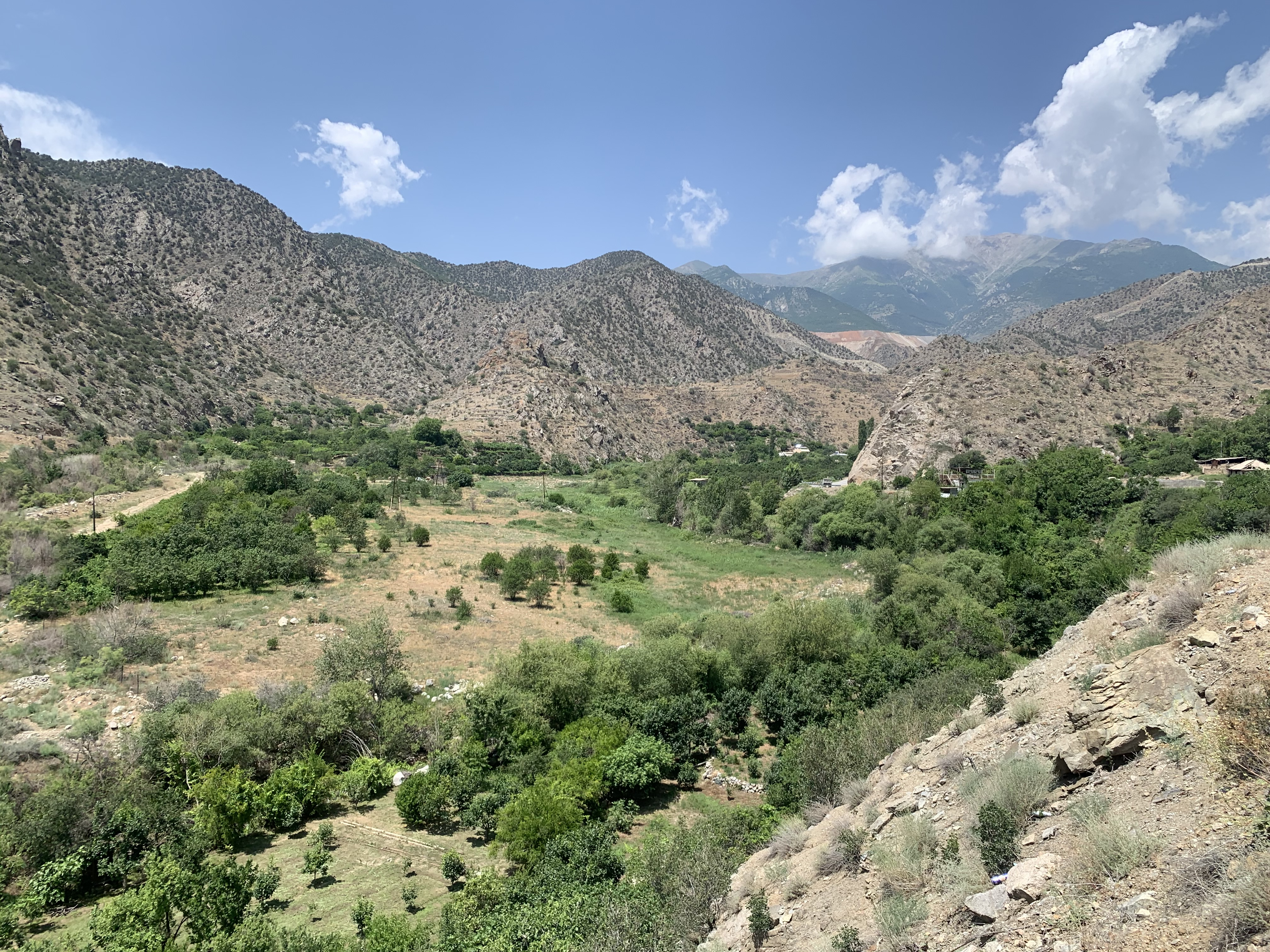
Пейзажи на подъезде к Мегри
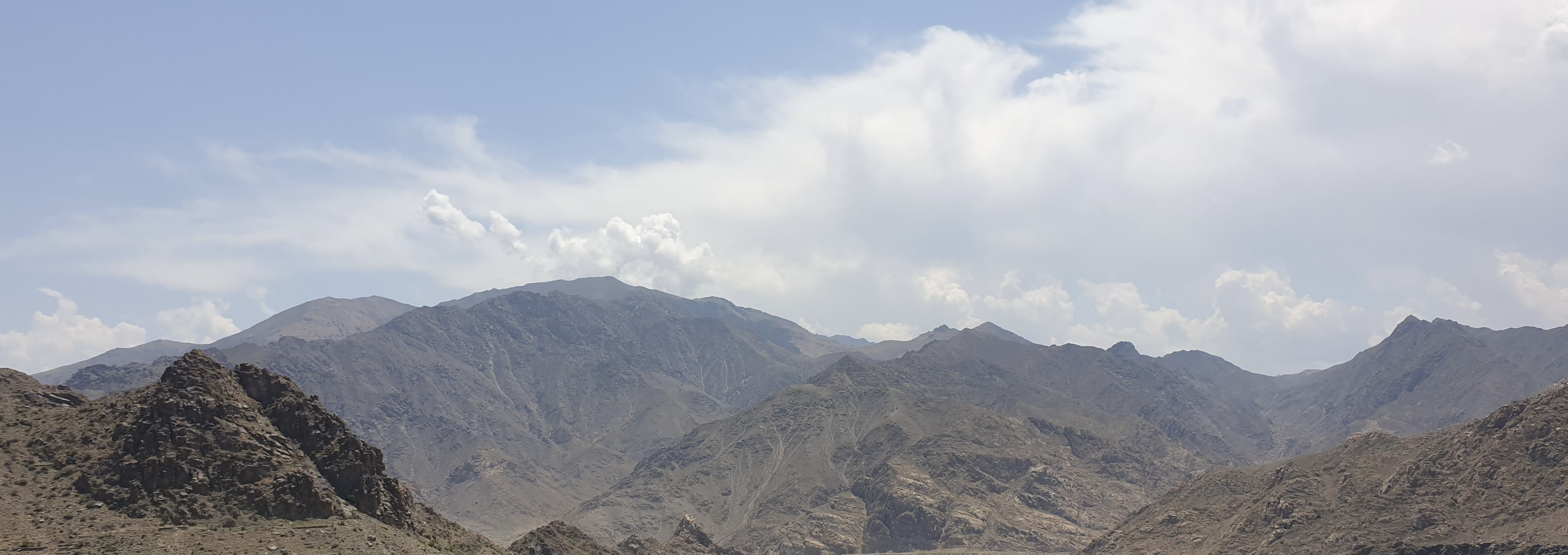
Вид на южную часть Зангезура от Крепости Мегри. Современная Армяно-иранская граница

Религиозные сооружения
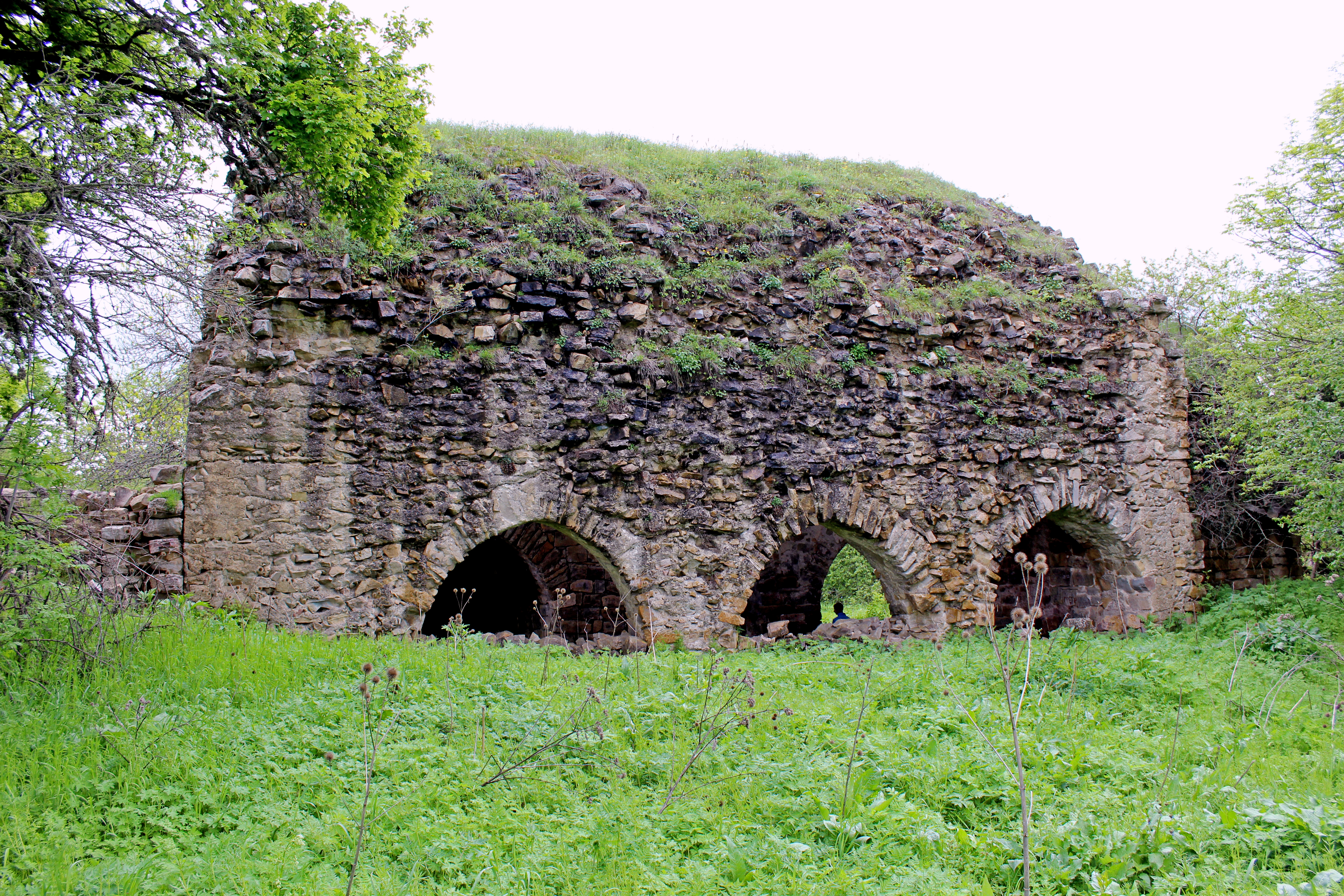
Ерицаванк, V в.
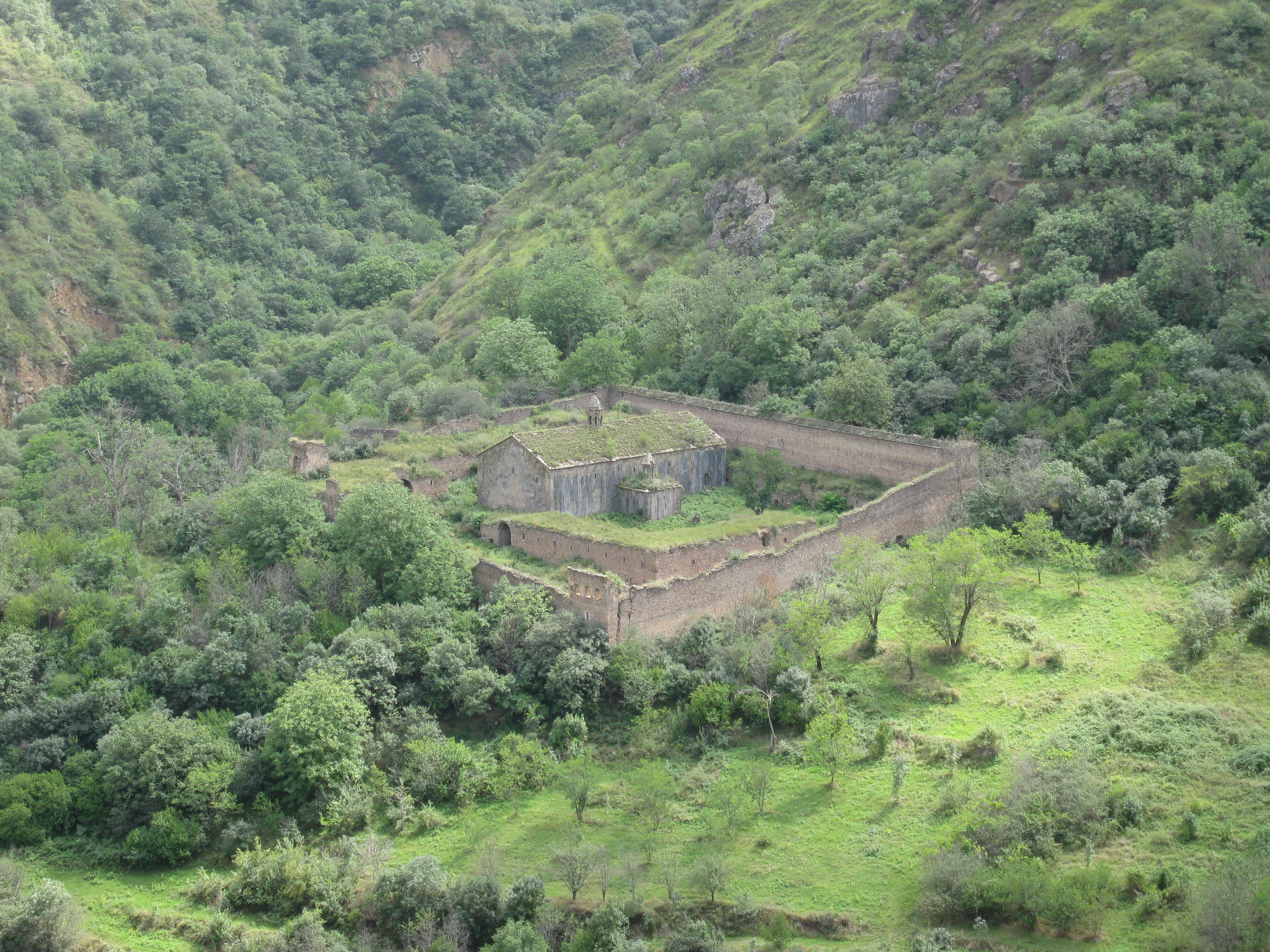
Татевская пустынь, XVII—XVIII вв.
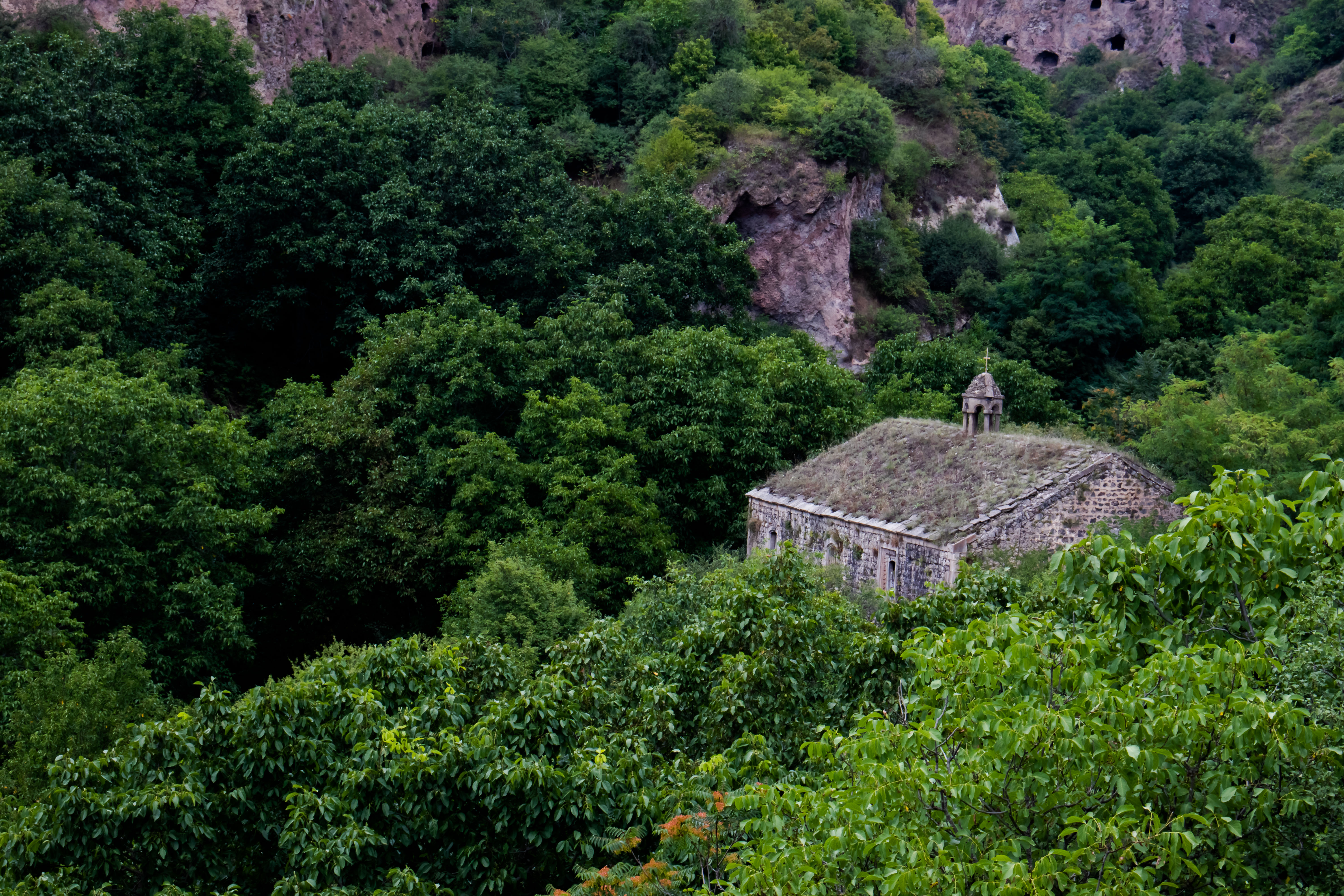
Церковь Святой Рипсиме, 1665 г., Хндзореск
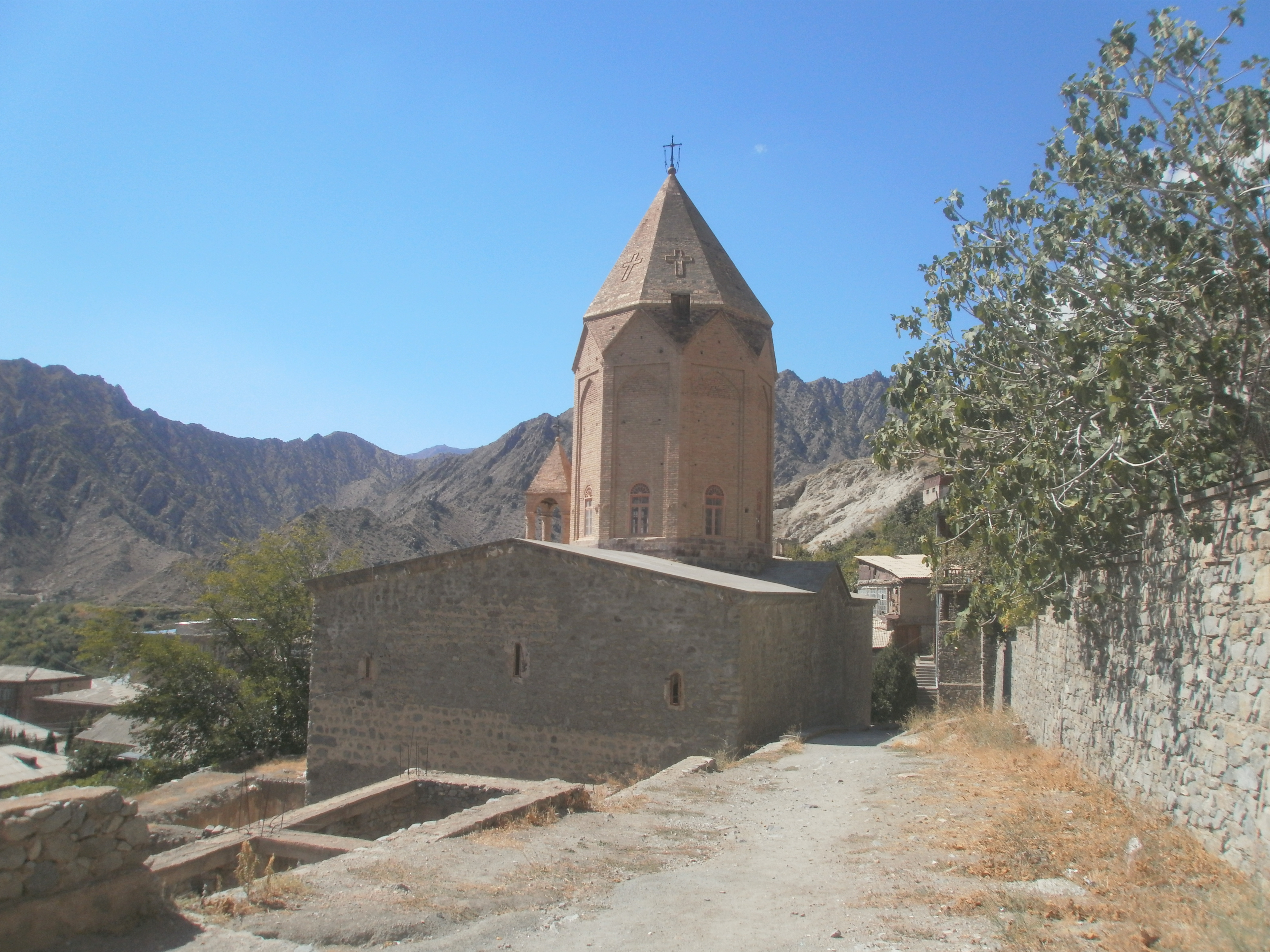
Церковь св. Богородицы, 1673 год, Мегри
Мечеть в селе Мамар, XVIII век (ныне разрушена)
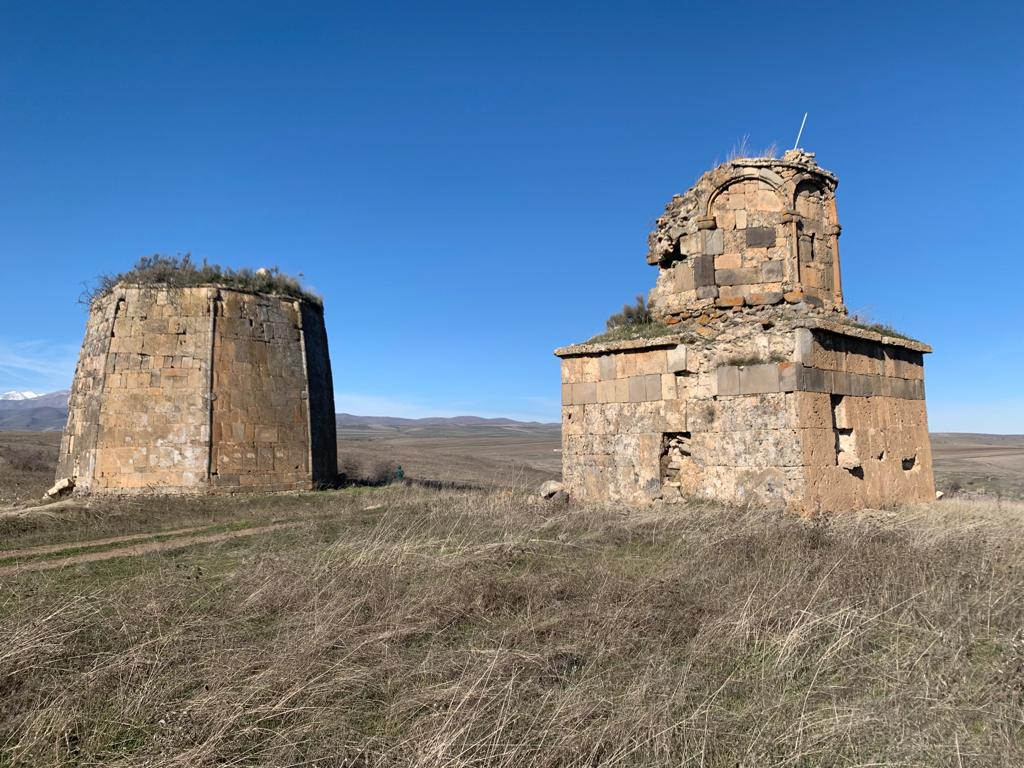
Мавзолей Мелик-Аждара, XI—XIV века, Джиджимли
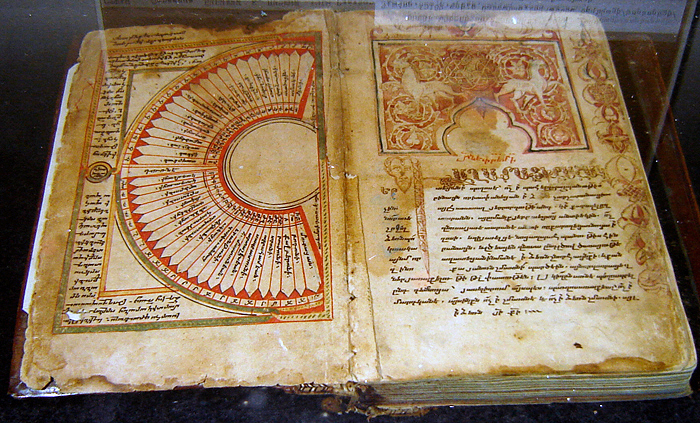
Армянский манускрипт XIII века из Зангезура
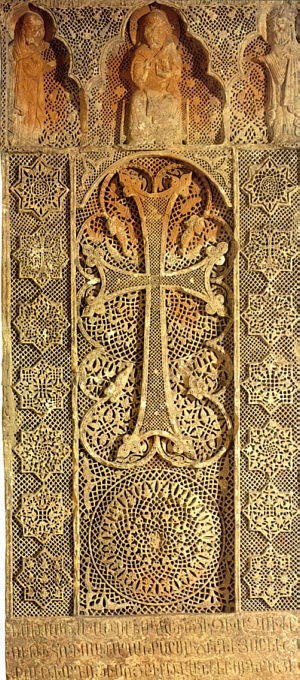
Хачкар армянского архитектора Момика, 1306 год

## Комментарии
1. ↑  Языком правительства и суда Великой Армении в период правления Арташеса I был имперский арамейский, тогда как языком общения являлся армянский
2. ↑  Согласно посемейным спискам за 1886 год (Архивная копия от 14 апреля 2021 на Wayback Machine) — «татары», в ЭСБЕ — «адербейджанские татары», в Кавказском календаре (Архивная копия от 15 марта 2022 на Wayback Machine) — «татары». Согласно переписи населения 1897 года (Архивная копия от 12 января 2021 на Wayback Machine) — «татары», язык указан как «татарский (адербейджанский)». В переписи населения 1926 года (Архивная копия от 17 ноября 2017 на Wayback Machine) — «тюрки». Согласно нынешней терминологии и в тексте статьи — азербайджанцы.